# Olaria (Timóteo)
Olaria é um bairro do município brasileiro de Timóteo, no interior do estado de Minas Gerais. Localiza-se no distrito-sede, estando situado na Regional Nordeste. Segundo o censo demográfico de 2022, realizado pelo Instituto Brasileiro de Geografia e Estatística (IBGE), sua população era de 1 516 habitantes e havia 603 domicílios particulares permanentes ocupados.
De acordo com o IBGE, em 2010 a população era de 1 753 habitantes e havia 600 domicílios particulares.
Está localizado em meio a um eixo viário que liga os centros Norte e Sul de Timóteo, que são as principais centralidades do município, ao restante da Região Metropolitana do Vale do Aço. Possui dentre seus principais pontos de referência a Praça Gustavo Ferreira da Cruz, que possui quadras esportivas, e a unidade do Serviço Nacional de Aprendizagem Industrial (SENAI). Apesar de ter sido concebido como um bairro residencial, apresenta um fluxo comercial relevante.

## História

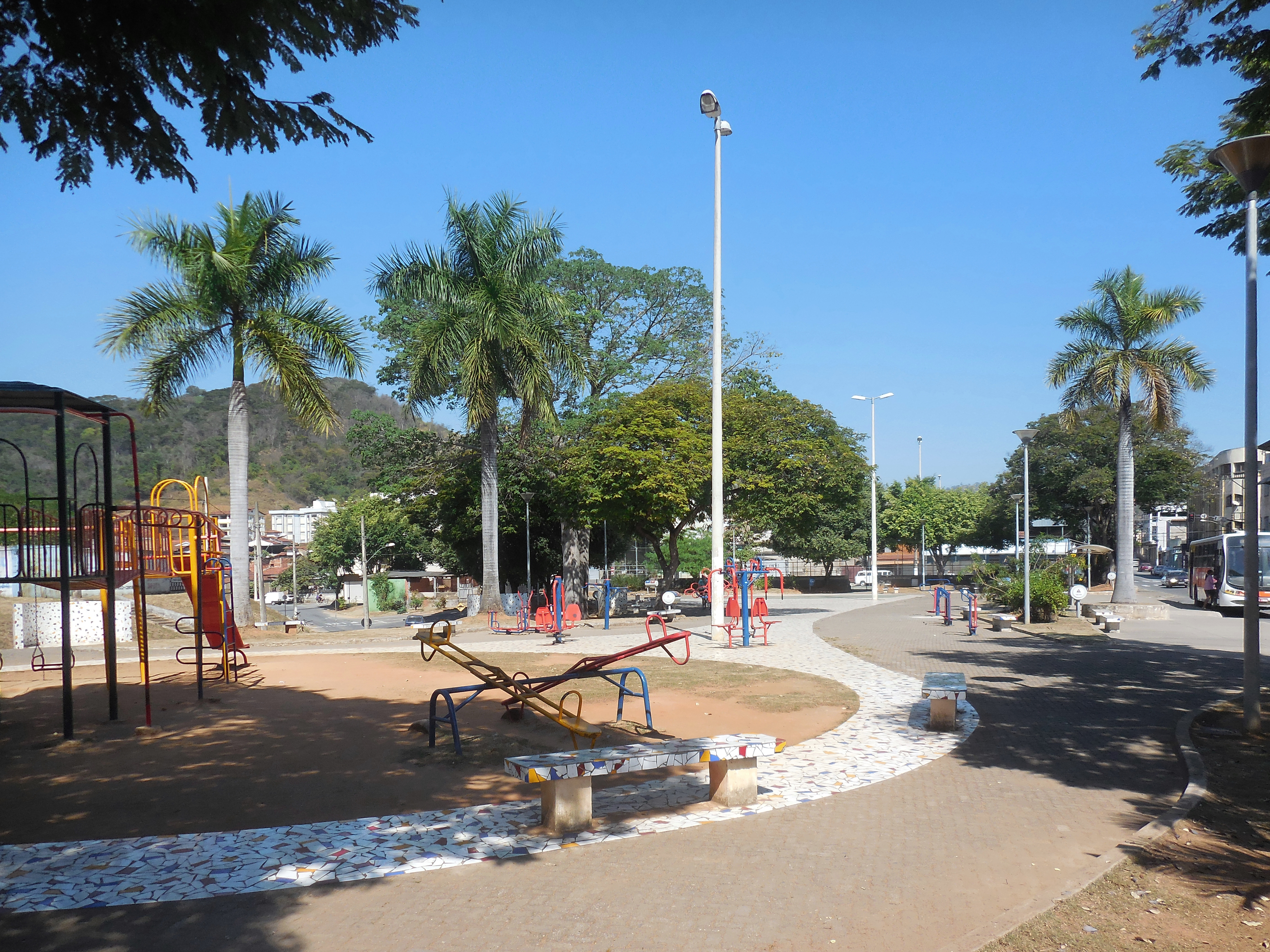
Praça Gustavo Ferreira da Cruz no bairro Olaria

O surgimento do bairro está relacionado à construção da antiga vila operária da Acesita (atual Aperam South America), para atender aos trabalhadores da empresa, instalada em Timóteo na década de 1940. O projeto urbanístico do Olaria, concebido pelo engenheiro Romeu Duffles Teixeira, foi entregue em 1953. Foi um dos primeiros bairros projetados a serem entregues e ocupados.
O bairro foi implantado próximo ao Forno Hoffmann, onde mais tarde foi criado o bairro vizinho Novo Horizonte. O antigo forno foi construído como uma olaria para atender à demanda da Acesita e, após sua desativação, manteve-se como um ponto de referência da cidade.
Na década de 1950, foi construído pela Acesita no Olaria o Clube Operário, como parte dos incentivos em lazer para os operários. Era destinado à prática esportiva dos funcionários menos assalariados, mas também servia para realização de festas e bailes. Outro investimento da empresa em infraestrutura na localidade foi a construção do prédio da Escola Estadual Carlos Drummond de Andrade, mais tarde aproveitado como unidade do SENAI.
O Olaria se estabeleceu em uma área que a princípio seria o "centro" da cidade planejada, que também incluía o Timirim. Entretanto, a presença de praças e áreas comerciais se manteve em ambos os bairros. A execução do calçamento e urbanização foi realizada pela administração municipal antes de 1981. Consolidou-se em meio a um eixo viário que liga os centros Norte e Sul de Timóteo ao restante da Região Metropolitana do Vale do Aço.